# لعنة العلم

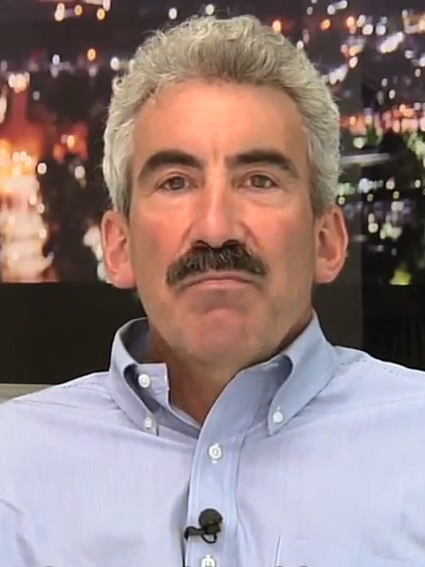

لعنة العلم أو لعنة المعرفة هي انحياز معرفي يؤدي بالأشخاص المتعلمين والمثقفين لإيجاد صعوبة في التفكير بالمشاكل من وجهة نظر أشخاص أقل تعلماً وثقافةً. عندما يكون الناس أذكياء بشكل مبالغ فيه، أو مثقفين بدرجة عالية جداً، فإنّه يصبح من الصعب عليهم تفهّم العوامّ من الناس والتواصل معهم.